# オレンジ郡 (テキサス州)
オレンジ郡（オレンジぐん、英: Orange County）は、アメリカ合衆国テキサス州の東部に位置する郡である。2010年国勢調査での人口は81,837人であり、2000年の84,966人から3.7%減少した。郡庁所在地はオレンジ市（人口18,595人）であり、同郡で人口最大の都市でもある。オレンジ郡はテキサス州の南東隅にあり、ルイジアナ州と接しているが、南にジェファーソン郡とサビーン湖があるために、メキシコ湾の海岸線には接していない。オレンジ郡とジェファーソン郡が作るゴールデン・トライアングルに入っている。

## 歴史
オレンジ郡は1852年にジェファーソン郡の一部から設立された。サビーン川の河口近くで初期開拓者が柑橘類を育てて居たので、果物のオレンジから郡名が採られた。この地域には極めて寒い冬が度々訪れたので、霜害のために現在ではオレンジの木や柑橘類の果樹園は残っていない。柑橘類は冬に結実するので、霜や氷のような気象に弱かった。現在のテキサス州における柑橘類生産は、冬でも常に暖かい南西部リオ・グランデ川バレーに移されている。
これと同じようなことが東のフロリダ州でも起こっており、寒冷な冬が続いたために、フロリダ州シトラス郡やオレンジ郡に柑橘類の果樹園は残っていない。フロリダ州でもテキサス州でも、柑橘類栽培は温暖な冬を求めて南部の方に移動しており、霜害の脅威から遠ざかっている。
第二次世界大戦中、オレンジ郡ではアメリカ海軍や同盟国海軍のために大量の造船を行った。主要造船業者であるコンソリデイテッド・スティール・コーポレーションがオレンジ市にあり、建造した艦としては、この地域初の軍艦であるUSSオーリック（1942年建造）、USSポープ（1943年建造）、最後の軍艦であるUSSカーペンター（1945年-1946年建造）があった。戦中にコンソリデイテッド・スティール・コーポレーションは2万人以上を雇用した。

## 地理
アメリカ合衆国国勢調査局に拠れば、郡域全面積は380平方マイル (984 km2)であり、このうち陸地356平方マイル (922 km2)、水域は23平方マイル (60 km2)で水域率は6.10%である。
オレンジ郡は東をサビーン川を隔ててルイジアナ州に接し、南東はメキシコ湾、西はジェファーソン郡と接している。北は州内の3つの郡に接している。北西の境界はネチェス川になっている。
オレンジ郡最大の建物は、2010年に建設されたウェストオレンジ・スターク小学校である。
オレンジ郡の地形は変化がほとんど無い。郡内の様々な地点で海抜33フィート (10 m) になり、それが最高であるので極めて平坦である。土壌はメキシコ湾岸の他地域と同様砂の多い質である。砂質土壌はルイジアナ州南部、ミシシッピ州、アラバマ州でも見られ、フロリダ州西部と南部でも多い。サビーン川に沿った郡南東部の大半には塩水湖沼がある。郡北部には松林がある。

### 主要高規格道路
- 州間高速道路10号線
- アメリカ国道90号線
- テキサス州道12号線
- テキサス州道62号線
- テキサス州道73号線
- テキサス州道87号線

### 隣接する郡
- ジャスパー郡 - 北
- ニュートン郡 - 北
- カルカシュー郡 (ルイジアナ州) - 東
- キャメロン郡 (ルイジアナ州) - 南東
- ジェファーソン郡 - 南、西
- ハーディン郡 - 北西

### 国立保護地域
- ビッグシケット国立保護区（部分）

## 人口動態
以下は2000年の国勢調査による人口統計データである。
| 基礎データ - 人口: 84,966人 - 世帯数: 31,642 世帯 - 家族数: 23,794 家族 - 人口密度: 92人/km2（238人/mi2） - 住居数: 34,781軒 - 住居密度: 38軒/km2（98軒/mi2） 人種別人口構成 - 白人: 87.98% - アフリカン・アメリカン: 8.38% - ネイティブ・アメリカン: 0.56% - アジア人: 0.78% - 太平洋諸島系: 0.03% - その他の人種: 1.12% - 混血: 1.15% - ヒスパニック・ラテン系: 3.62% 年齢別人口構成 - 18歳未満: 27.3% - 18-24歳: 8.7% - 25-44歳: 28.1% - 45-64歳: 23.2% - 65歳以上: 12.7% - 年齢の中央値: 36歳 - 性比（女性100人あたり男性の人口） - 総人口: 96.4 - 18歳以上: 92.6 | 世帯と家族（対世帯数） - 18歳未満の子供がいる: 35.3% - 結婚・同居している夫婦: 58.8% - 未婚・離婚・死別女性が世帯主: 12.1% - 非家族世帯: 24.8% - 単身世帯: 21.7% - 65歳以上の老人1人暮らし: 9.3% - 平均構成人数 - 世帯: 2.65人 - 家族: 3.08人 収入と家計 - 収入の中央値 - 世帯: 37,586米ドル - 家族: 44,152米ドル - 性別 - 男性: 40,185米ドル - 女性: 21,859米ドル - 人口1人あたり収入: 17,554米ドル - 貧困線以下 - 対人口: 13.8% - 対家族数: 11.4% - 18歳未満: 18.5% - 65歳以上: 12.4% |

## 教育
オレンジ郡の公教育は下記5つの独立教育学区が管轄している。
- ブリッジシティ独立教育学区
- リトルサイプレス・モーリスビル統合独立教育学区
- オレンジフィールド独立教育学区
- ビダー独立教育学区
- ウェストオレンジ・コーブ統合独立教育学区

## 経済
オレンジ郡の主要経済活動は、石油精製、製紙、米作農業およびエビ漁業である。
オレンジ郡は元軍艦建造の中心だったので、ジェファーソン郡には現在もアメリカ海軍の幽霊艦隊が残っており、水質汚染のないように洗浄された後にスクラップにされ、金属の活用が進められている。船殻解体のために現在でもオレンジ郡住民が雇用されている。

## 都市と町
| - ブリッジシティ - オレンジ - 郡庁所在地 - パインフォレスト - パインハースト | - ローズシティ - ビダー - ウェストオレンジ |

### 国勢調査指定地域
- モーリスビル

### 未編入の町
- フォレストハイツ
- リトルサイプレス
- オレンジフィールド
- テクスラ

## 交通
オレンジ郡空港は一般用途空港である。西のジェファーソン郡にある南西テキサス地域空港（ポートアーサー市）から商業便を利用できる。